# Silver Lake, Frontenac County
Silver Lake är en sjö i Kanada.   Den ligger i countyt Frontenac County och provinsen Ontario, i den sydöstra delen av landet, 100 km sydväst om huvudstaden Ottawa. Silver Lake ligger 176 meter över havet. Arean är 2,7 kvadratkilometer. Den sträcker sig 2,0 kilometer i nord-sydlig riktning, och 4,1 kilometer i öst-västlig riktning.
I omgivningarna runt Silver Lake växer i huvudsak blandskog. Runt Silver Lake är det mycket glesbefolkat, med 4 invånare per kvadratkilometer.